# Microchirus
Microchirus is een geslacht van straalvinnige vissen uit de familie van eigenlijke tongen (Soleidae). Het geslacht is voor het eerst wetenschappelijk beschreven in 1833 door Bonaparte.

## Soorten
- Microchirus azevia (de Brito Capello, 1867)
- Microchirus boscanion (Chabanaud, 1926)
- Microchirus frechkopi Chabanaud, 1952
- Microchirus ocellatus (Linnaeus, 1758)
- Microchirus theophila (Risso, 1810)
- Microchirus variegatus (Donovan, 1808) – Dikrugtong
- Microchirus wittei Chabanaud, 1950